# Sciopolina bevisi
Sciopolina bevisi är en tvåvingeart som först beskrevs av Charles Howard Curran 1927.  Sciopolina bevisi ingår i släktet Sciopolina och familjen styltflugor. Inga underarter finns listade i Catalogue of Life.